# 新班贝格
新班贝格是德国莱茵兰-普法尔茨州的一个市镇。总面积4.56平方公里，总人口892人，其中男性437人，女性455人（2011年12月31日），人口密度196人/平方公里。